# Monique Lemaire
Monique Lemaire (1943) è una modella francese, vincitrice del titolo di Miss Costa Smeralda 1961 e Miss Francia 1962.
Monique Lemaire fu eletta Miss Francia presso l'Hotel de Ville du Havre e poi incoronata a bordo del transatlantico France. In seguito si classificò terza a Miss Mondo 1962 e arrivò sino alle finali di Miss Universo 1963. Dopo alcuni ruoli televisivi, rifiutò ulteriori offerte da parte del cinema per potersi dedicare alla famiglia.

## Filmografia parziale
- The Greatest Show on Earth – serie TV, episodio 1x26 (1964)
- Gli inafferrabili (The Rogues) – serie TV, 1 episodio (1964)
- Perry Mason – serie TV, 1 episodio (1964)
- Batman – serie TV, 2 episodi (1966)